# バードマン・ラリー

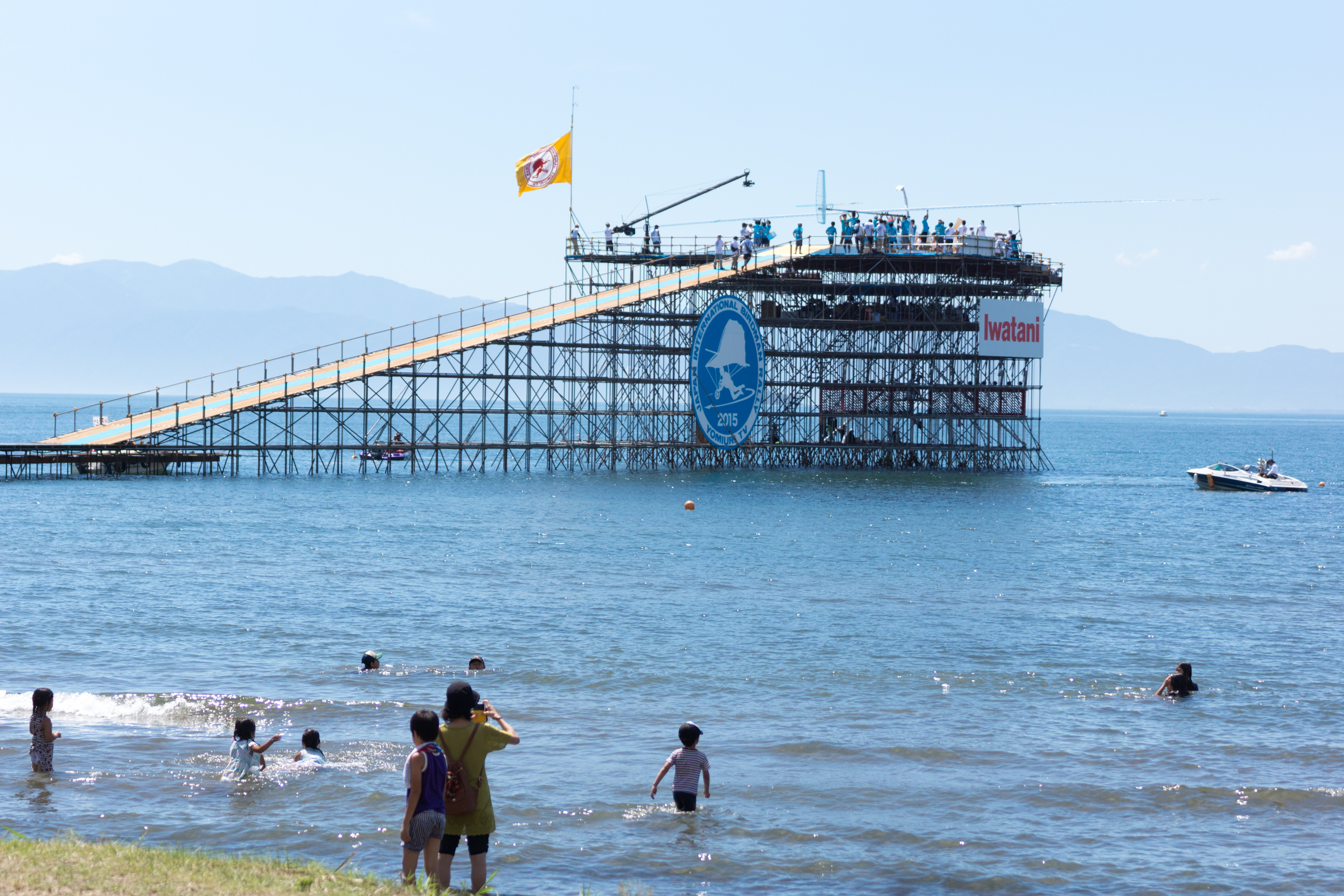
鳥人間コンテスト選手権大会 2015年

バードマン・ラリー (Birdman Rally)は、一般参加者が自家製のグライダー、ハンググライダー、人力飛行機など、本格的な航空機レベルから単なる仮装レベルまでの幅広い機材を用いて川岸、海岸、または橋などから飛び出し、飛行距離とエンターテイメント性を競い合う競技会である。
バードマン・ラリーは、イギリスのボグナー・リージス、ワージング、オーストラリアのメルボルン・ヤラ川、日本の琵琶湖、そしてボグナー・リージス大会の常連参加者が創始した中国大会のように、世界中の複数の場所で行われている。
日本では讀賣テレビ主催の鳥人間コンテストが著名で、主催者が異なる他のバードマン・ラリーであっても、しばしば「鳥人間」あるいは「鳥人間コンテスト」の名称を用いて紹介される。

## 歴史
1971年～ イギリス

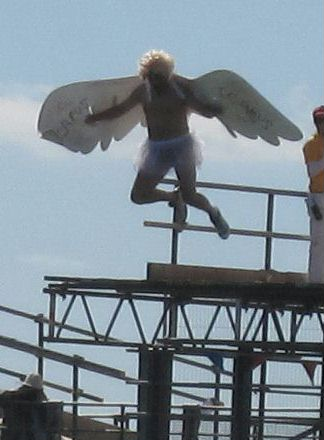
Bognor Birdman 2010 07 - edited

世界で最も古いバードマン・ラリーはイギリスのウェスト・サセックス、セルジーで1971年に開始された。1980年代から1990年代にはボグナー・リージスへ場所を移し、インターナショナル・ボグナー・バードマンとして知られる大会となった。2008年にはワージングの海岸沿いに会場を移し、2010年からは年に1回の大会がボグナーとワージング両方で開催されている。
1972年～ オーストラリア

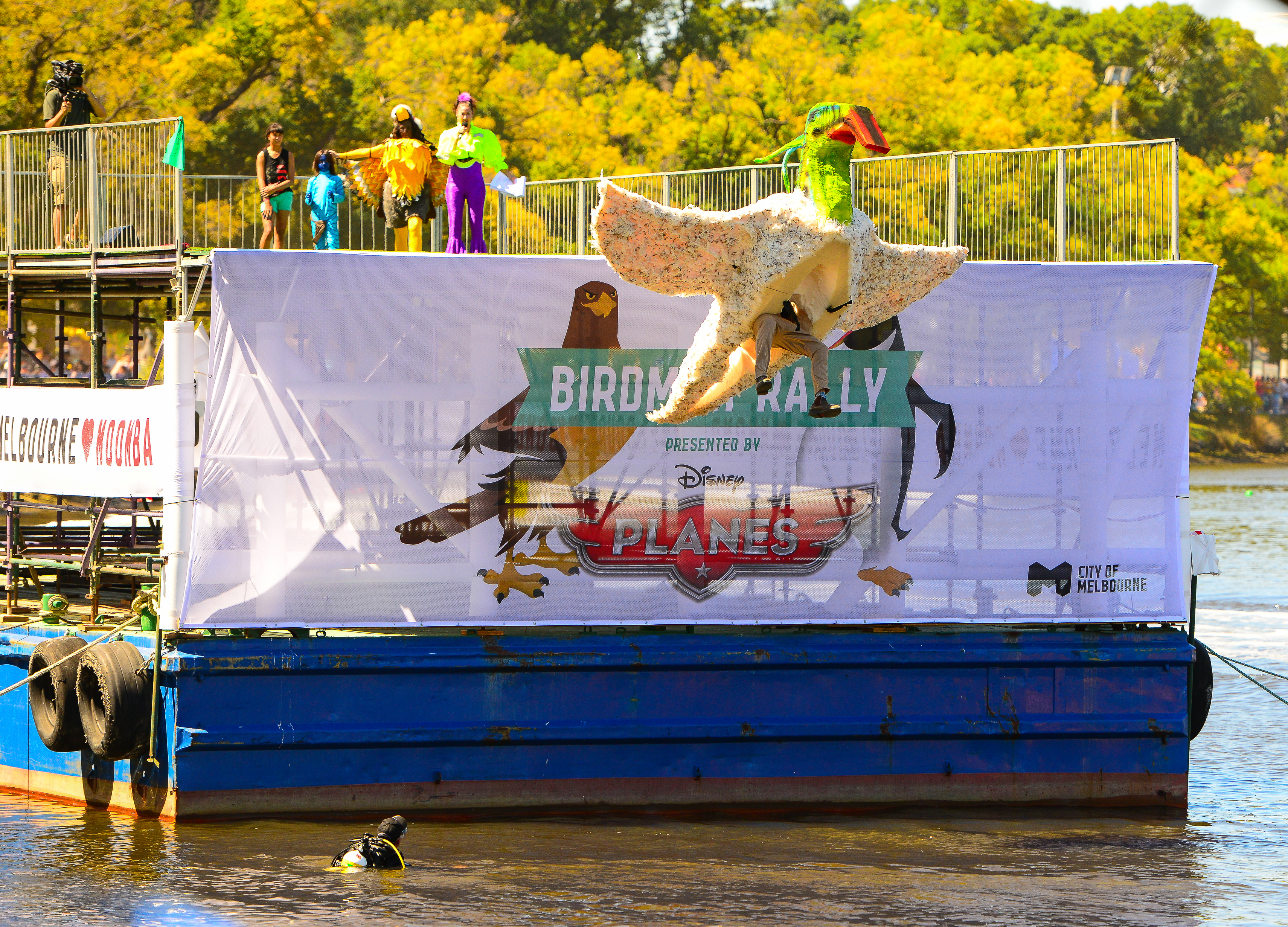
Moomba 2014 Bird Man Rally (13024275593)

オーストラリアの大会は、1972年に開始され、当初は南オーストラリア州グレネルグで行われた。しかし、現在ではメルボルンで3月に行われるムンバ・フェスティバルの一環として行われている。
1973年～ オランダ
2011年まで放送されたテレビ番組"Te land, ter zee en in de lucht"の一環としてオランダ版バードマン・ラリー"Vlieg er eens uit"が1973年に開始された。1977年以降、番組ではバードマン・ラリーに特化したものではなく、バスタブレース、水上歩行レース、バックギアレースにも力を入れたものとなった。
1974年～ ニュージーランド
ニュージーランドでは1974年から1979年と時を隔てた2013年、2015年、2017年、2019年に開催された。イベント主催者のマーティン・ウィルソンはウェリントン港で行われる年に1度のイベントでバードマン・ラリーを開催した。
1977年～ 日本
1977年に始まった日本の大会は毎年7月に開催され、参加者の大部分が大学の工学部から出場している。鳥人間コンテスト(Japan International Birdman Rally)として知られるこのイベントは琵琶湖で開催されており、1986年からは滑空機部門と人力プロペラ機部門に分けて開催されている。人力プロペラ機部門の大会記録は全長70kmのコースよりも、わずか数百メートル短いだけである。詳細は鳥人間コンテストを参照。
1991年～ レッドブル
1991年からはレッドブルが独自のバードマン・ラリーをRed Bull Flugtag(あるいはRed Bull Flight Day)の名称で開催している。

## 出展
1. ↑  “落ちてるんじゃなく飛んでるんです、英国の鳥人間コンテスト”. AFPBB News (2010年8月16日). 2024年9月7日閲覧。
2. ↑  “香港で海外版「鳥人間コンテスト」開催へ－ビジュアル重視でビクトリア湾に次々落下”.   香港経済新聞 (2014年5月7日). 2024年9月7日閲覧。
3. ↑  “落下”がメインの鳥人間＆屈強な男の“親指勝負”(19/07/29). YouTube. テレビ朝日. 2019年7月29日. 2024年9月7日閲覧。
4. ↑  “ツッコミどころ満載！　海外版「鳥人間コンテスト」風のイベントが自由すぎておもしろいと話題”. ねとらぼ.   アイティメディア (2023年7月15日). 2024年9月7日閲覧。
5. ↑  “Victoria records zero new local coronavirus cases, Moomba festival is called off” (英語). ABC News (Australian Broadcasting Corporation). (2021年2月17日) 2021年2月20日閲覧. "Drawcard events such as the Birdman Rally and the Moomba Parade had already been called off due to the pandemic."
6. ↑  “Birdman Wellington” (英語). Concrete Playground. 2022年11月29日閲覧。
7. ↑  “Birdman Wellington makes a big splash”. www.scoop.co.nz (2013年1月22日). 2022年11月29日閲覧。
8. ↑  “Celebrate Wellington Anniversary Day with a taste of the Pacific” (英語). Wellington City Council (2017年1月20日). 2022年11月29日閲覧。
9. ↑  “Events Man Martin Wilson” (英語). RNZ (2016年1月28日). 2022年11月29日閲覧。